# 큰조롱
큰조롱(Cynanchum wilfordii)은 한국 중부 이남의 산이나 들의 양지바른 풀밭, 바닷가 경사지에 나는 덩굴성 여러해살이풀이다. 은조롱이라고도 한다. 뿌리는 백수오(白首烏)라 불리며, 한약재로 쓰인다.

## 특징
길이는 1-3m 정도이며 뿌리는 깊이 들어가고 자르면 흰색 유액이 나온다. 잎은 마주나며 세모진 심장형, 끝이 뾰족하며 밑은 심장형, 길이 5-10cm, 폭 4-8cm, 가장자리는 밋밋하다.
꽃은 연한 황록색, 잎겨드랑이에 산형꽃차례로 달리고, 꽃차례의 길이 1-4cm, 꽃자루의 길이 5-8mm. 꽃받침은 5갈래, 넓은 피침형, 화관은 5갈래, 가장자리는 안쪽으로 오므라들고, 안쪽에 잔털이 있다. 열매는 골돌, 길이 8cm, 피침형이고 씨에는 긴 흰털이 붙어 있다.

## 같이 보기
- 나도은조롱
- 넓은잎큰조롱(이엽우피소)
- 백수오의 효능과 부작용